# Liste des villes du Bandundu
Article principal : province du Bandundu en République démocratique du Congo
Au sens légal en vigueur en RDC, le Bandundu ne comporte que deux villes (Par ville, il faut entendre tout chef-lieu de province, toute agglomération d’au moins 100 000 habitants disposant des équipements collectifs et des infrastructures économiques et sociales à laquelle un décret du Premier ministre aura conféré le statut de ville) :
- Bandundu
- Kikwit

Autres localités et territoires :  
- Bagata
- Bokoro
- Bolobo
- Bosobe
- Bulungu
- Djuma
- Feshi
- Gungu
- Idiofa
- Inongo
- Ipamu
- Kahemba
- Kajiji
- Kasongo-Lunda
- Kenge
- Kikongo
- Kingandu
- Kiri
- Kitenda
- Kongila
- Koshibanda
- Kwamouth
- Masi-Manimba
- Moanza
- Mokala
- Mosango
- Mimia
- Mukedi
- Mushie
- Mwela-Lembwa
- Nioki
- Oshwe
- Panzi
- Pay
- Popokabaka
- Vanga